# Welmbüttel
Welmbüttel ist eine Gemeinde im Kreis Dithmarschen in Schleswig-Holstein.

## Geographie

### Geographische Lage
Das Gemeindegebiet von Welmbüttel erstreckt sich im nördlichen Bereich des Naturraums Heide-Itzehoer Geest (Haupteinheit Nr. 693). Das Gebiet gilt als das Zentrum der so genannten Dithmarscher Schweiz. Siedlungsgeographisch ist die namenstiftende Ortschaft, ein Dorf, alleiniger Ortsteil.

### Nachbargemeinden
Benachbarte Gemeindegebiete von Welmbüttel sind:
|          | Rederstall                                  | Westerborstel, Tellingstedt |
|          | Kompassrose, die auf Nachbargemeinden zeigt |                             |
| Gaushorn | Schrum                                      | Immenstedt                  |

### Landschaft
Das bewaldete Geestgebiet (Dithmarscher Schweiz) hat am Rugebarg 72 m ü. NN die höchste Stelle in der Gemeinde. Der bekannte „Heidberg“ ist mit seinen 46 m ü. NN deutlich niedriger, dafür bei den Wanderern als beliebtes Ziel im Kreisforst angesehen. Die Geest um Welmbüttel ist eine Wasserscheide. Im südwestlichen Teil des Kreisforstes entspringt die Tielenau, die über Tellingstedt in die Eider fließt. Das Oberflächenwasser der westlichen Geestseite sammelt sich in kleinen Bächen, bis es in die Miele fließt. Die Broklandsau im Norden hat mehrere Quellen im Ort. Im Kreisforst bei den alten, inzwischen trockengefallenen Teichen entspringt die Osterau, die Wierbek hat mehrere Quellen, eine entspringt am Bahnhofsberg und speist mehrere Teiche so auch an der B 203, bevor sie im Norderwohld weitere Quellbäche in sich vereint. Der auf der Grenze zur Gemeinde Schrum laufende Bach ist bei Neocorus schon um 1600 mit Kellihorn-Scheide-Beek benannt und stellte gleichzeitig zwischen Welmbüttel und Schrum die Grenze der beiden Dithmarschen dar (Neocorus Bd. II Seite 267). Dieser Bach heißt später Schrum-Brooks-Beke und wird weiter südlich zur Westerau und schließlich zur Gieselau, die vor dem Bau des Nord-Ostsee-Kanals in die Eider mündete. Heute entwässert sie über den Gieselau-Kanal in den Nord-Ostsee-Kanal.
An der Quelle der Tielenau gibt es unter anderem eine etwa 8000 Jahre alte nachgewiesene Fundstelle von Steinzeitbewohnern in der Gegend. Hierzu findet sich mehr im Steinzeitpark und Steinzeitdorf im Archäologisch-Ökologischen Zentrum Albersdorf AÖZA.
Die beiden großen Waldgebiete Norderwohld und Kreisforst sind heute ein Anziehungspunkt für Wanderer und Erholungssuchende. Durch menschliche Eingriffe entstand im Kreisforstgebiet bis zum 19. Jahrhundert eine große Heidefläche, die erst später (um 1905) wieder durch Bewaldung, vor allem mit Kiefern, geschlossen werden konnte. Der Norderwohld ist seit seiner ersten bekannten Aufzeichnung (1725) nahezu unverändert, er ist ein typischer Bauernwald. Der größte Teil des Norderwohld wurde im Mai 2004 zum europäischen NATURA 2000-Schutzgebiet „FFH-Gebiet Wald bei Welmbüttel“ erklärt.

## Besonderheiten
In Welmbüttel befindet sich die größte private Teichanlage der Gemeinde. Sie wurde von Frau Pawlowski angelegt und umfasst mehrere Zier- und Fischteiche auf einem weitläufigen Privatgrundstück.

## Geschichte
Die Anfänge der Ortschaft sind heute nur mit archäologischen Mitteln zu bestimmen. Dennoch haben die ersten schriftlichen Erwähnungen einen besonderen Stellenwert. Die Kirche in Tellingstedt ist als Unterkirche der Meldorfer Kirche zu sehen. In den Texten der Gründungszeit dieser Kirche wird Welmbüttel nicht erwähnt.
Wie viele andere Gemeinden Dithmarschens ist auch Welmbüttel in den Klageschriften von 1447 erwähnt (Urkundenbuch Michelsen S. 45/46). Hier kann aus der Aufstellung des Textes das Jahr 1402 genannt werden. Es lautet dort, „… als man schrieb vierzehnhundert in dem anderen Jahre, des Mittwochs nächst vor dem ehrenhaften Feste, geheißen das Fest Christi Leichnam, …“, woraus sich der 24. Mai 1402 ergibt.
Von 1905 bis 1937 hatte der Ort einen Bahnanschluss mit der Kreisbahn Norderdithmarschen.
Am 1. April 1934 wurde die Kirchspielslandgemeinde Tellingstedt aufgelöst. Alle ihre Dorfschaften, Dorfgemeinden und Bauerschaften wurden zu selbständigen Gemeinden/Landgemeinden, so auch Welmbüttel.

## Politik

### Gemeindevertretung
Bei der Kommunalwahl am 14. Mai 2023 wurden insgesamt neun Sitze vergeben. Diese fielen erneut alle an die Wählergemeinschaft Welmbüttel. Die Wahlbeteiligung betrug 56,1 %.
Von 1970 bis 1984 war Arthur Holm Bürgermeister der Gemeinde Welmbüttel.

## Verkehr
Welmbüttel liegt an der Bundesstraße 203 zwischen Heide und Rendsburg. Sie führt in Ost-West-Richtung direkt durch die Dorflage. Von dieser zweigt die Dithmarscher Kreisstraße 40 in Richtung Albersdorf ab.

## Bauwerke und Sehenswürdigkeiten
Am Ortsrand von Welmbüttel befindet sich die an ein Hünengrab angelehnte Grabstätte Ernst Rehm, ein Kriegerdenkmal auf einem bronzezeitlichen Grabhügel. Oberhalb des Ortes steht der Sender Heide.

## Bilder

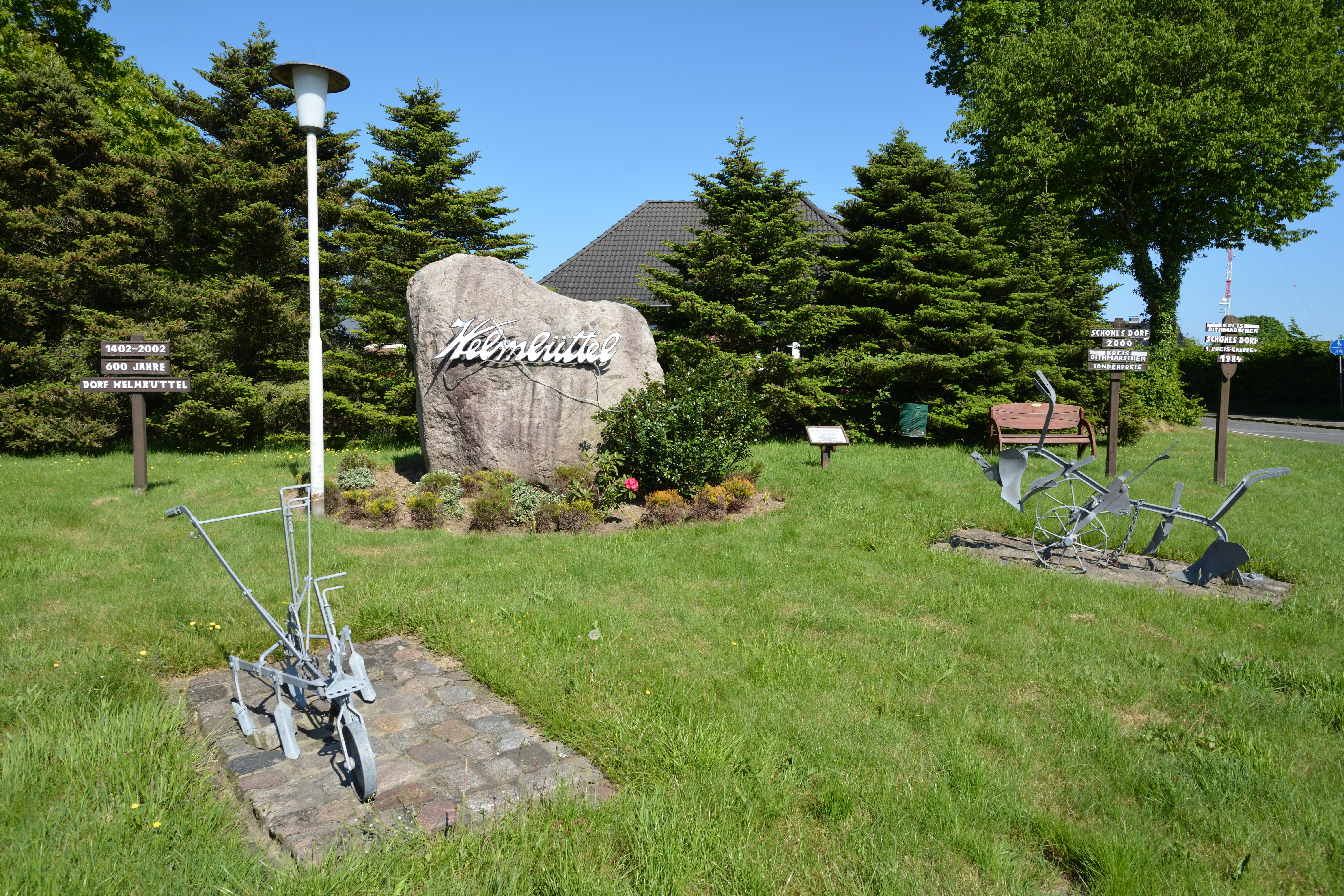
Der Findling von Welmbüttel gilt als der größte in Dithmarschen
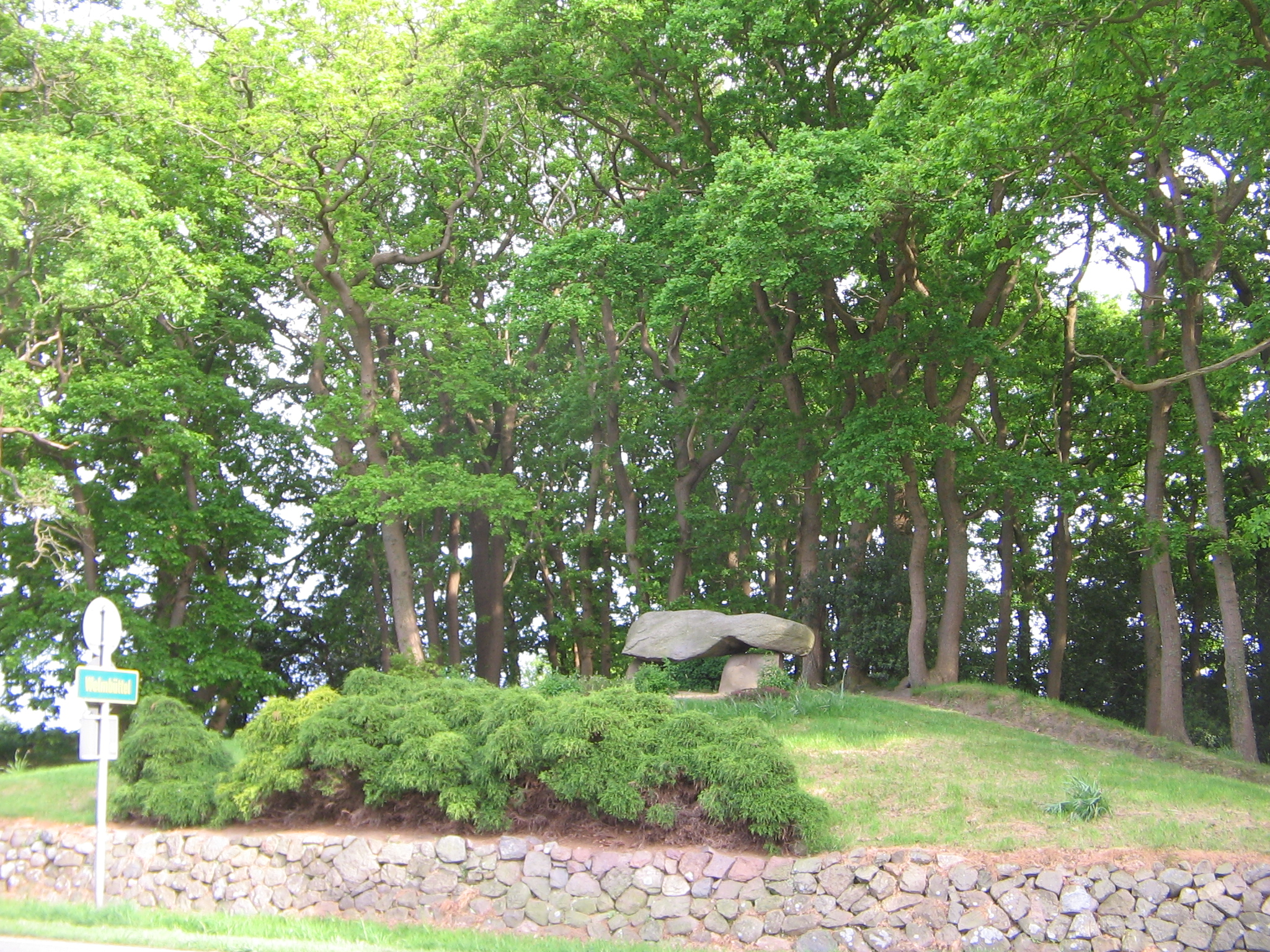
Grabhügel
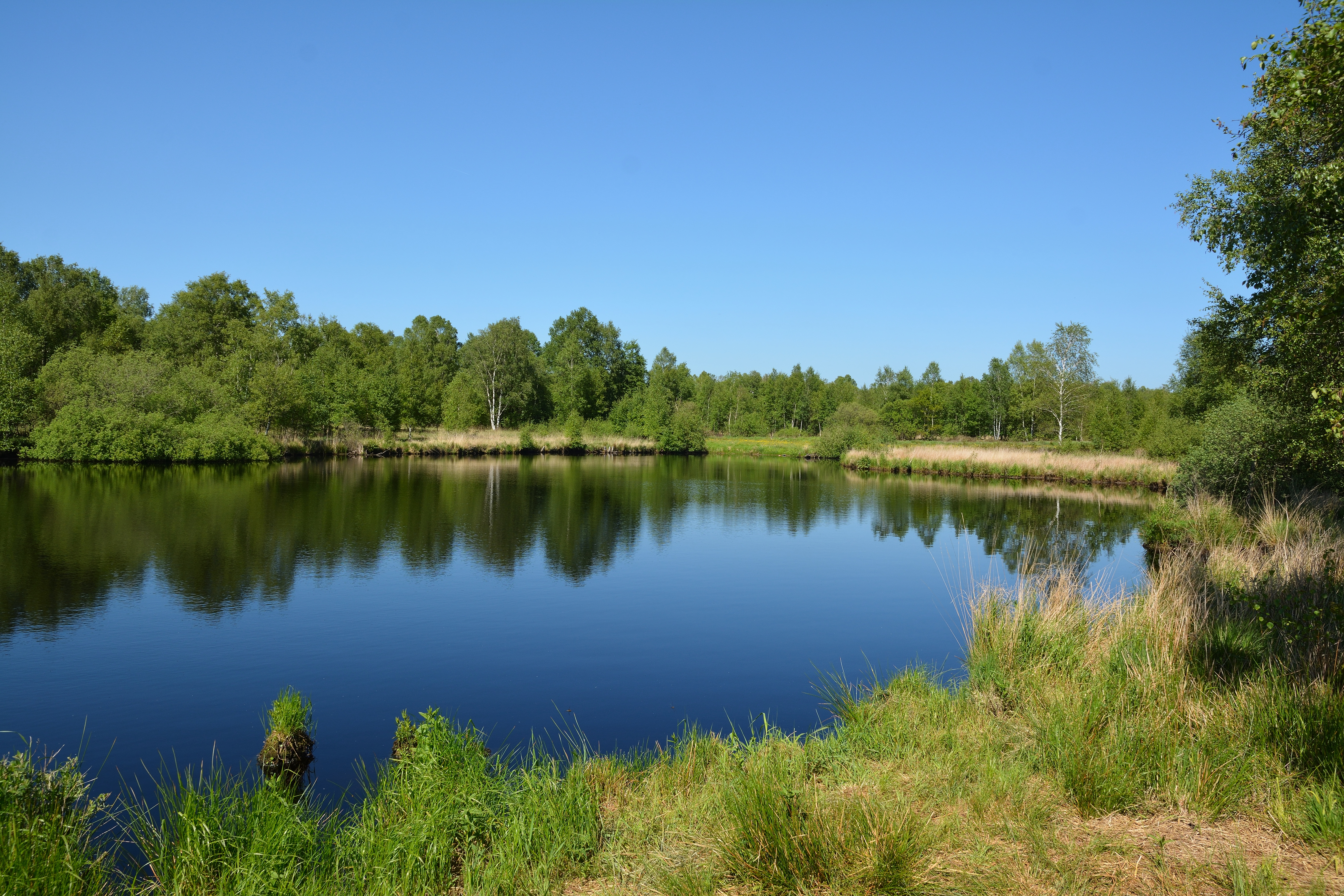
Landschaftsschutzgebiet Welmbütteler Moor